# Hypenetes grisescens
Hypenetes grisescens là một loài ruồi trong họ Asilidae. Hypenetes grisescens được Engel miêu tả năm 1929. Loài này phân bố ở vùng nhiệt đới châu Phi.